# Port franc de Vladivostok
Le port franc de Vladivostok est un port franc, c'est-à-dire une zone portuaire bénéficiant d'un régime particulier de douane et d'impôt, accompagné d'une régulation particulière sur les investissements. Ce statut a été attribué à Vladivostok de 1861 à 1909, et est à nouveau en vigueur depuis 12 octobre 2015.

## Période de 1861 à 1909

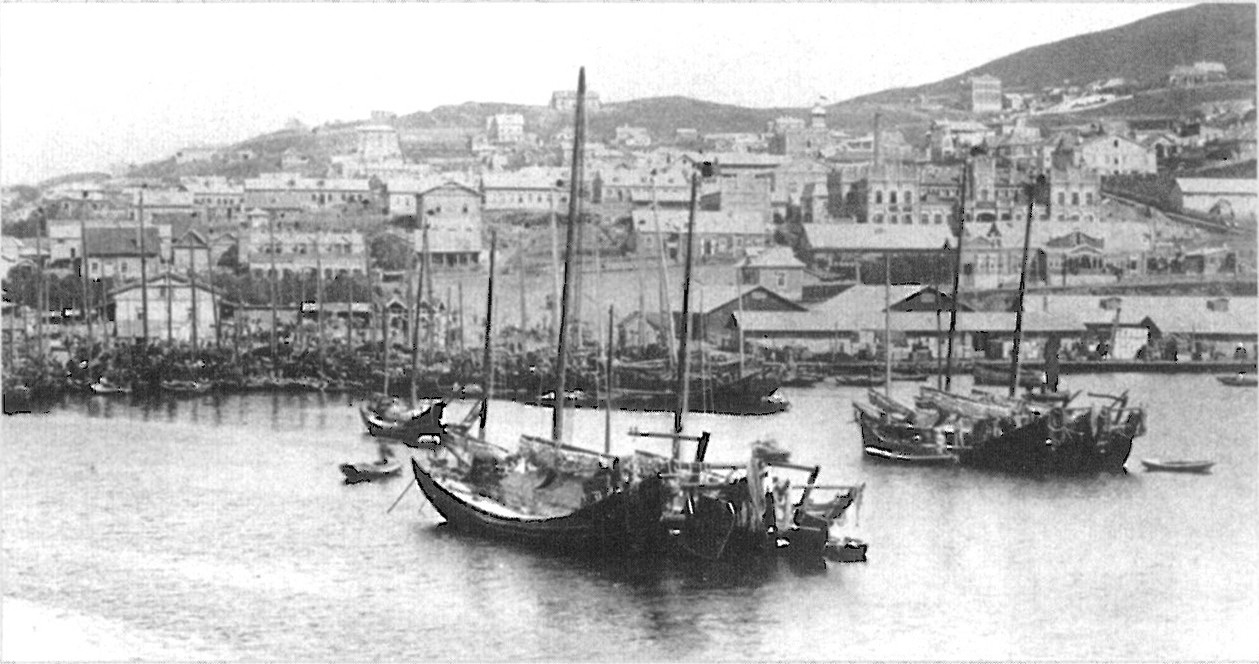
Port de Vladivostok au début du XXe siècle.

Initialement, le régime de port franc à Vladivostok a été appliqué sous l'Empire russe de 1861 à 1909. Ce statut particulier a grandement contribué au développement économique de Vladivostok, qui était devenu alors un des plus grands ports du monde, comparable à Hambourg ou à Londres.
En 1860, afin de développer l'Extrême-Orient, le Gouvernement russe décida d'attribuer le statut de port franc à tous les ports du Primorie. 
En 1900, Serge Witte, alors ministre des Finances, abolit le régime de port franc de Vladivostok, car il estimait qu'il nuisait au développement du Transsibérien, sur lequel il comptait pour unifier l'Empire. De plus, le régime de port franc, même s'il avait permis l'approvisionnement en produits de première nécessité des colons dans la zone reculée qu'était l'Extrême-Orient russe, avait un effet négatif pour la Russie : la prédominance de produits étrangers par rapport aux produits russes dans tout le pays.
Cependant, face à la compétition commerciale exercée par Dalian, également port franc depuis 1899, le statut de port franc fut redonné à Vladivostok en 1904; cette date coïncide avec la perte de Port Arthur - qui était aussi un port franc - lors de la guerre russo-japonaise. Les conditions de paix proposées par la Russie au Japon en 1905 comprenaient le fait de maintenir le statut de port franc à Vladivostok.
La nécessité de réduire l'influence japonaise dans l'Extrême-Orient russe a été la raison invoquée par les journaux pour faire pression pour que le statut de port franc à Vladivostok soit aboli en 1909. En réalité, il était déjà question en 1906 d'abolir le statut de port franc.
Les autorités de Vladivostok ont par la suite appelé à plusieurs reprises à la réouverture du port franc, mais sans succès.

## Port franc de 2015

### Attribution
Le projet vise à améliorer le commerce transfrontalier, à développer les infrastructures de transport et à intégrer le kraï du Primorie dans les routes de transport mondiales; il cherche également à attirer les investissements, à créer un réseau de centres logistiques pour le transport, le stockage et la transformation partielle des marchandises, et à favoriser l'organisation d'industries orientées vers l'exportation de produits transformés pour créer de la valeur ajoutée.

### Géographie
Le nouveau régime économique sera appliqué sur 15 municipalités du kraï du Primorié. Il inclut les ports clef du Sud de l'Extrême-Orient russe, de Zaroubino à Nakhodka, ainsi que l'aéroport "Knevitch".
La zone de port franc est traversée par les futurs grands couloirs internationaux de transport "Primorie-1" et "Primorie-2". Leur réalisation aurait un effet économique significatif sur la région, assurant le transit des marchandises du Nord-Est de la Chine vers les ports du Primorie.

### Historique et règlementation
La possibilité d'adopter les mesures spéciales permettant la création de la zone franche a été ouverte par la loi fédérale N° 473-FZ du 29 décembre 2014 préparée par le Minvostokrazvitia (Ministère du développement de l'Orient).
La proposition d'accorder à Vladivostok le statut de port franc, doté d'un régime douanier allégé et attractif, a été annoncée par le président Vladimir Poutine lors de son allocution à l'Assemblée fédérale en décembre 2014.
La loi fédérale N°212-FZ «Du port franc de Vladivostok» a été signée par le président de la fédération de Russie le 13 juillet 2015, et prend effet le 12 octobre 2015. Selon la loi, le régime de port franc de Vladivostok est prévu pour une période de 70 ans, éventuellement renouvelable par une nouvelle loi.
Selon Alexandre Galoushki, ministre du Développement de l'Extrême-Orient russe,  la loi a été préparée en relation étroite avec des représentants de la société civile, des experts et des entrepreneurs. Plusieurs dizaines de consultations publiques à différents endroits (Moscou, Extrême-Orient) ont été organisées, y compris une lecture à la Chambre publique de la fédération de Russie. Au total, la préparation de la loi a mobilisé plus de 700 experts, et un grand nombre de propositions constructives ont été prises en compte dans sa rédaction.

### Spécificités du régime du port franc

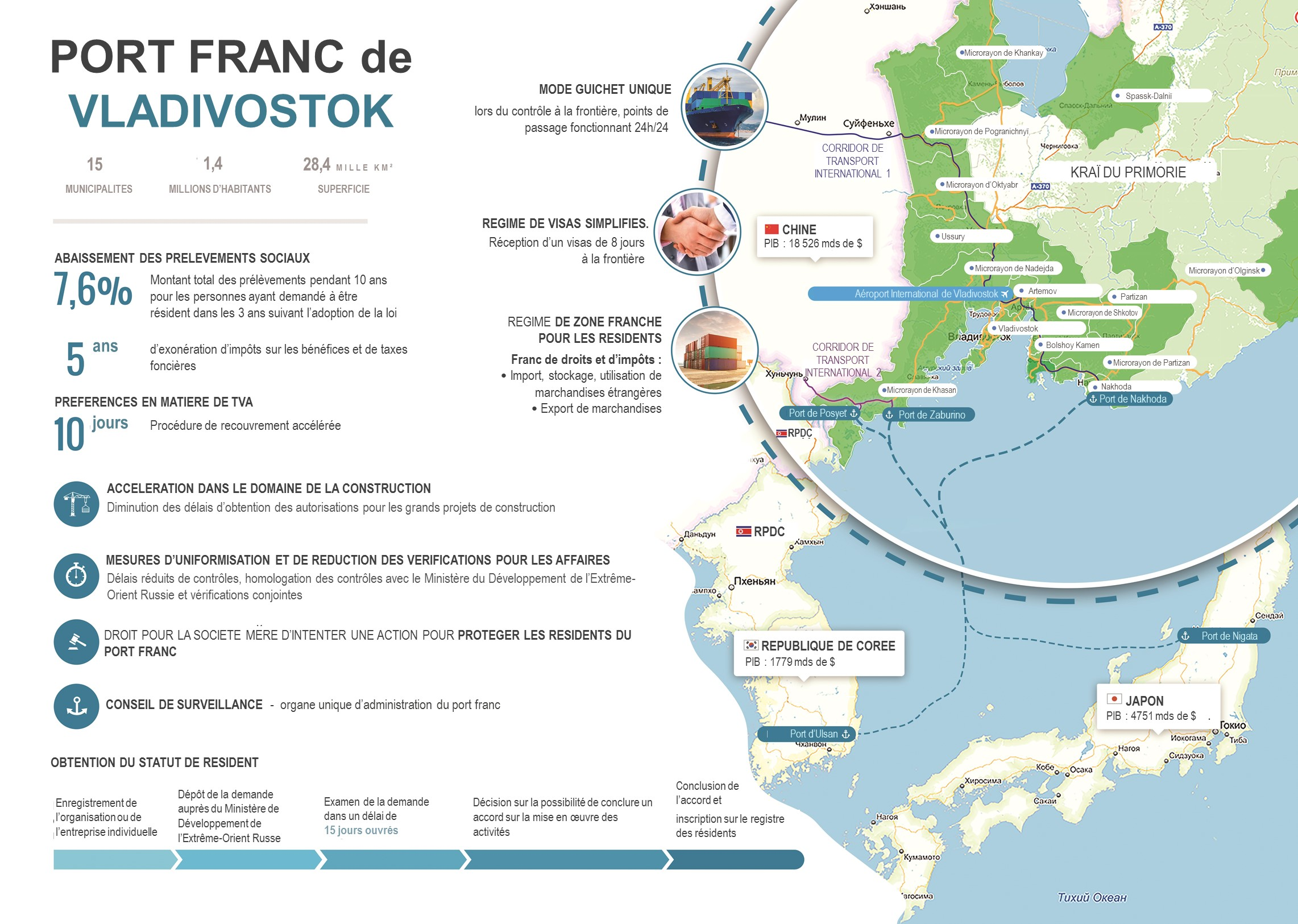
Schéma descriptif du port franc de Vladivostok

Le port franc de Vladivostok est régi par un système juridique favorable aux activités commerciales et d'investissement. Les résidents du port franc se voient accorder un certain nombre de privilèges : fiscalité allégée, procédures de douane et d'obtention de visa simplifiées, abaissement des barrières administratives.
Dans la zone du port franc, les incitations suivantes sont mises en place :
- Un régime de visa facilité (obtention d'un visa de 8 jours à la frontière);
- Un système moderne et rapide de passage de la frontière dans le cadre du commerce international;
- Des mesures de soutien de l’État aux entrepreneurs afin d'attirer les investissements dans le développement des infrastructures de transport, la création et le développement de la production orientée vers une exportation concurrentielle sur le marché Asie-Pacifique;
- Une réduction significative des délais d'inspection fiscale;
- Les inspections inopinées ne se font qu'avec l'accord de la société;
- Un abaissement de l'impôt sur le revenu pour les investisseurs (au lieu des 20 % habituels, 5 % dans les 5 premières années, puis 12 % pendant les 5 années suivantes);
- Pas d'impôt sur la propriété ni de taxe foncière pour les 5 premières années;
- Tarif privilégié de cotisations sociales pour les projets d'investissement pendant les dix premières années (7,6 % au lieu des 30 % habituels), réduction de la taxe sur les extractions de ressources minières, et procédure accélérée de récupération de la TVA;
- Création d'une zone libre, avec la possibilité d'y stocker des articles de luxe, des œuvres d'art, des antiquités, de les préparer à la vente ainsi que d'en faire la démonstration à des acheteurs potentiels[13].

### Projets
La création du port franc inclut aussi l'ouverture d'une zone dédiée aux casinos, l'ambition état de faire de Vladivostok une destination du jeu, rivalisant avec Macao et Busan. Un total de 16 complexes hôteliers et casinos, accompagnés d'infrastructures de divertissement (centre nautique, piste de ski, ...), doit être construit d'ici 2022; une partie d'entre eux devrait être achevée en 2016. Le tout représente un investissement de plus de 1,5 milliard d'euros.

### Prévisions économiques
Selon l'évaluation prévisionnelle des experts, la création du port franc de Vladivostok devrait entraîner une augmentation du produit régional brut du kraï du Primorie, le multipliant par 2,2 en 2025 (jusqu'à 1 400 milliards de roubles) et par 3,4 en 2034 (jusqu'à 2 100 milliards de roubles). L'augmentation du PRB du district de l'Extrême-Orient russe pourrait se monter à 1 970 milliards de roubles. Le nombre d'emplois créés pourrait atteindre 84 000 en 2021, 108 000 en 2025, et 468 000 en 2034.

### Réactions internationales
Après l'annonce de la création du port franc, la Chine a envisagé de créer une plateforme de commerce électronique à Vladivostok.